# Prosek (Niška Banja)
Pour les articles homonymes, voir Prosek.
Prosek (en serbe cyrillique : Просек) est un village de Serbie situé dans la municipalité de Niška Banja et sur le territoire de la ville de Niš, district de Nišava. Au recensement de 2011, il comptait 586 habitants.

## Démographie

### Évolution historique de la population
| 1948 | 1953 | 1961 | 1971 | 1981 | 1991 | 2002 | 2011 |
| ---- | ---- | ---- | ---- | ---- | ---- | ---- | ---- |
| 287  | 318  | 328  | 384  | 438  | 470  | 600  | 586  |

|  |